# Vaccinium nummularia
Vaccinium nummularia là một loài thực vật có hoa trong họ Thạch nam. Loài này được Hook. f. & Thomson ex C.B. Clarke miêu tả khoa học đầu tiên năm 1882.